# ماریان چالفا
ماریان چالفا (انگلیسی: Marián Čalfa؛ (زادهٔ ۷ مه ۱۹۴۶) یک سیاست‌مدار اهل چکسلواکی که از ۱۰ دسامبر ۱۹۸۹ تا ۲ ژوئیه ۱۹۹۲ نخست‌وزیر این کشور بود.